# Holoedrie
Die Punktgruppe eines Kristalls heißt Holoedrie (Vollform), wenn sie mit der Punktgruppe seines Kristallgitters übereinstimmt. Kristalle dieser Kristallklassen entwickeln die volle Anzahl an Flächen. Der Begriff Holoedrie wird daher hauptsächlich in der Mineralogie zur Beschreibung der Kristalltracht verwendet.

## Holoedrien im dreidimensionalen Raum
Im Dreidimensionalen gibt es sieben Holoedrien, die den sieben Gittersystemen (auch Bravais-Systeme oder Achsensysteme genannt) entsprechen. Jedes dieser Gittersysteme hat ein entsprechendes Achsenkreuz, das durch Bedingungen an die Kristallachsen beschrieben werden kann.
| Holoedrie | Gittersystem         | Gittersystem | Gitterparameter | Gitterparameter                   |
| --------- | -------------------- | ------------ | --------------- | --------------------------------- |
| Holoedrie | Name                 | Abkürzung    | Basisvektoren   | Winkel                            |
| 1         | triklin / anorthisch | a            | a ≠ b ≠ c       | α ≠ β ≠ γ ≠ 90°                   |
| 2/m       | monoklin             | m            | a ≠ b ≠ c       | γ ≠ 90°, α = β = 90°; 1st setting |
| 2/m       | monoklin             | m            | a ≠ b ≠ c       | β ≠ 90°, α = γ = 90°; 2nd setting |
| mmm       | orthorhombisch       | o            | a ≠ b ≠ c       | α = β = γ = 90°                   |
| 4/mmm     | tetragonal           | t            | a = b ≠ c       | α = β = γ = 90°                   |
| 3m        | rhomboedrisch        | r            | a = b = c       | α = β = γ ≠ 90°                   |
| 6/mmm     | hexagonal            | h            | a = b ≠ c       | α = β = 90°, γ = 120°             |
| m3m       | kubisch              | c            | a = b = c       | α = β = γ = 90°                   |

Da die Elementarzelle des rhomboedrischen Gittersystems keine konventionelle Zelle ist (die Zellkanten verlaufen nicht parallel zu den Symmetrieachsen), wird dieses Gittersystem auch als hexagonales Gittersystem mit rhomboedrischer Zentrierung beschrieben.
Die Längen und Winkel sind dabei als Restriktionen aufzufassen. Im monoklinen Kristallsystem kann beispielsweise der Winkel β (im 2nd setting) jeden beliebigen Wert annehmen. Er kann also auch zufällig im Rahmen der Messgenauigkeit 90° betragen.

## Meroedrien
Die Struktur eines Kristalls wird beschrieben durch das Gitter und die Basis.
Im Allgemeinen erniedrigt die Basis die Symmetrie des Gitters, so dass die Punktgruppe des Kristalls eine echte Untergruppe der Punktgruppe des Kristallgitters ist. In diesen Fällen heißt die Form Meroedrie (Teilform). Je nach dem Verhältnis der Ordnung der Punktgruppe des Kristalls zur Ordnung der Punktgruppe des Gitters kann man die Meroedrien  unterteilen in:
- Hemiedrien (halbe Ordnung)
- Tetartoedrien (viertel Ordnung)
- Ogdoedrien (achtel Ordnung).

Wenn hingegen die Basis die Symmetrie des Gitters nicht erniedrigt, spricht man von einer Holoedrie.

### Einteilung der Punktgruppen nach Holoedrien und Meroedrien
Alle Punktgruppen, die keine Holoedrien sind, lassen sich als Meroedrien einer Holoedrie zuordnen.
Die trigonalen Punktgruppen (3m; 3m, 32, 3; 3) sind zugleich:
- Holoedrien und Meroedrien des rhomboedrischen Gittersystems
- Meroedrien des hexagonalen Gittersystems.

| Gittersystem         | Holoedrie | Meroedrie              | Meroedrie       | Meroedrie |
| Gittersystem         | Holoedrie | Hemiedrie              | Tetartoedrie    | Ogdoedrie |
| -------------------- | --------- | ---------------------- | --------------- | --------- |
| triklin / anorthisch | 1         | 1                      | –               | –         |
| monoklin             | 2/m       | m, 2                   | –               | –         |
| orthorhombisch       | mmm       | mm2, 222               | –               | –         |
| tetragonal           | 4/mmm     | 42m, 4mm, 422, 4/m     | 4, 4            | –         |
| rhomboedrisch        | 3m        | 3m, 32, 3              | 3               | –         |
| hexagonal            | 6/mmm     | 6m2, 6mm, 622, 6/m; 3m | 6, 6; 3m, 32, 3 | 3         |
| kubisch              | m3m       | 43m, 432, m3           | 23              | –         |

### Weitere Unterteilung
Die Meroedrien können noch je nach der Art der weggefallenen Symmetrieelemente weiter unterteilt werden:
- Hemimorphie: Wegnahme einer Symmetrieebene senkrecht zur Hauptachse; der entsprechende Kristallkörper wird auch als Hemieder (Halbflächner) bezeichnet.
- Paramorphie: Wegnahme einer Symmetrieebene parallel zur Hauptachse
- Enantiomorphie: Wegnahme aller Symmetrieebenen und des Inversionszentrums: es kommen nur Drehachsen vor
- Hemiedrie 2. Art: Wegnahme des Inversionszentrums, Existenz von n mit n gerade
- Tetartoedrie 2. Art: Wegnahme von m oder 2 bei Hemiedrie 2. Art; der entsprechende Kristallkörper wird auch als Tetartoeder (Viertelflächner) bezeichnet.

Daraus ergibt sich folgende detaillierte Zuordnung:
| Gittersystem         | Holoedrie | Meroedrie   | Meroedrie   | Meroedrie      | Meroedrie        | Meroedrie    | Meroedrie           |
| Gittersystem         | Holoedrie | Hemiedrie   | Hemiedrie   | Hemiedrie      | Hemiedrie        | Tetartoedrie | Tetartoedrie        |
| Gittersystem         | Holoedrie | Hemimorphie | Paramorphie | Enantiomorphie | Hemiedrie 2. Art | Tetartoedrie | Tetartoedrie 2. Art |
| -------------------- | --------- | ----------- | ----------- | -------------- | ---------------- | ------------ | ------------------- |
| triklin / anorthisch | 1         | –           | –           | 1              | –                | –            | –                   |
| monoklin             | 2/m       | –           | –           | 2              | m                | –            | –                   |
| orthorhombisch       | mmm       | mm2         | –           | 222            | –                | –            | –                   |
| tetragonal           | 4/mmm     | 4mm         | 4/m         | 422            | 42m              | 4            | 4                   |
| rhomboedrisch        | 3m        | 3m          | 3           | 32             | –                | 3            | –                   |
| hexagonal            | 6/mmm     | 6mm         | 6/m         | 622            | 6m2              | 6            | 6                   |
| kubisch              | m3m       | –           | m3          | 432            | 43m              | 23           | –                   |